# Washington's Birthday
Washington's Birthday firas i USA till minne av George Washington, USA:s förste president. 
Washington födelsedag är en amerikansk federal helgdag, Presidents' Day, vilken firas den tredje måndagen i februari för att hedra George Washington, den första presidenten i Förenta staterna, som föddes den 22 februari 1732. Dagen infaller 15-21 februari. Sammantaget är dagen också allmänt känd som presidentdag och utgör ett tillfälle att hedra den befintlige presidenten och alla personer som har tjänstgjort som president, inte bara George Washington.